# Karl-Heinz Schmidt (Maler)
Karl-Heinz Schmidt (* 18. Juli 1936 in Dresden) ist ein deutscher Maler und Grafiker.

## Leben
Nach der Grundschule machte Schmidt von 1950 bis 1953 eine Tischlerlehre bei den Deutschen Werkstätten Hellerau. Von 1954 bis 1957 besuchte er die Arbeiter- und Bauern-Fakultät an der Hochschule für Bildende Künste Dresden und von 1957 bis 1962 studierte er in der Fachklasse Plakat bei Heinz Wagner an der Hochschule für Grafik und Buchkunst Leipzig. 1963 bis 1979 war er freischaffend als Maler und Grafiker in Leipzig tätig. Ab 1979 war Schmidt Lehrer im Grundlagenstudium der Hochschule für industrielle Formgestaltung Halle, Burg Giebichenstein, von 1984 bis 2001 als Dozent. Schmidt lebt und arbeitet wieder in Leipzig. Er war bis 1990 Mitglied des Verbands Bildender Künstler der DDR.

## Ehrungen
- 2008 Gellert-Preis

## Werke (Auswahl)
- Die Mühen der Ebene (Tafelbild, Öl; 1976; ausgestellt 1977/1978 auf der VIII. Kunstausstellung der DDR)[2]
- Karpatenstraße (Gouache; 1976; im Bestand des Lindenau-Museums Altenburg/Thüringen)[2]
- Kaspar (Öl auf Sperrholzplatte, 43 × 47,5 cm, 2010)[3]

## Ausstellungen (Auswahl)

### Einzelausstellungen
- 1973 Leipzig, Galerie Kunst der Zeit
- 1985 Leipzig, Kleine Galerie Süd (Malerei)
- 2018 Leipzig, Galerie Koenitz (Malerei)

### Teilnahme an wichtigen regionalen und zentralen Ausstellungen in der DDR
- 1965 bis 1985: Leipzig, fünf Bezirkskunstausstellungen
- 1975: Altenburg/Thüringen, Lindenau-Museum („Lithografie im Bezirk Leipzig“)
- 1977: Altenburg/Thüringen, Lindenau-Museum („Zeichnung im Bezirks Leipzig“)
- 1977/78: Dresden, VIII. Kunstausstellung der DDR
- 1979: Altenburg/Thüringen, Lindenau-Museum („Radierung und Kupferstich im Bezirk Leipzig“)
- 1982: Leipzig, Museum der bildenden Künste („Selbstbildnisse Leipziger Künstler“)
- 1982: Leipzig („10 Jahre Leipziger Grafikbörse“)
- 1983: Leipzig, Messehaus am Markt („Kunst und Sport“)
- 1984: Leipzig, Museum der bildenden Künste („Kunst in Leipzig 1949 -1984“)
- 1986: Magdeburg, Kloster Unser Lieben Frauen („Grafik in den Kämpfen unserer Tage“)
- 1986: Cottbus, Staatliche Kunstsammlung („Soldaten des Volkes - dem Frieden verpflichtet. Kunstausstellung zum 30. Jahrestag der Nationalen Volksarmee.“)